# Округ Дјуи (Оклахома)
Дјуи (енгл. Dewey County) је округ у америчкој савезној држави Оклахома.

## Демографија
По попису из 2010. године број становника је 4.810, што је 67 (1,4%) становника више него 2000. године.
| Група             | 2000.         | 2010.         |
| Белци             | 4.299 (90,6%) | 4.136 (86,0%) |
| Афроамериканци    | 6 (0,1%)      | 16 (0,3%)     |
| Азијати           | 3 (0,1%)      | 33 (0,7%)     |
| Хиспаноамериканци | 127 (2,7%)    | 231 (4,8%)    |
| Укупно            | 4.743         | 4.810         |